# Stirling City
Koordinaten: 31° 53′ S, 115° 48′ O

Die City of Stirling ist ein lokales Verwaltungsgebiet (LGA) im australischen Bundesstaat Western Australia. Stirling gehört zur Metropole Perth, der Hauptstadt von Western Australia. Das Gebiet ist 105 km² groß und hat etwa 196.000 Einwohner und ist damit die bevölkerungsreichste LGA des Bundesstaates.
Stirling ist nördlich des Swan River gelegen und erstreckt sich im Westen bis an die Küste. Es liegt etwa fünf bis 20 Kilometer nördlich des Stadtzentrums von Perth. Der Sitz des City Councils befindet sich im Stadtteil Stirling, wo etwa 10.000 Einwohner leben (2016).

## Verwaltung
Der Stirling Council hat 14 Mitglieder, die von den Bewohnern der sieben Wards (je zwei aus Balga, Coastal, Doubleview, Hamersley, Inglewood, Lawley und Osborne Ward) gewählt. Der Mayor (Bürgermeister) und Ratsvorsitzende rekrutiert sich aus dem Kreis der Councillor.